# Сержант першого класу

Нашивка сержанта першого класу Армії США

Нашивка комендор-сержанта корпусу морської піхоти США

Нашивка Рав Самала (сержанта першого класу) армії оборони Ізраїлю (ЦАХАЛ)

Сержа́нт пе́ршого кла́су (англ. Sergeant First Class (SFC) — військове звання (сержантського складу) Збройних сил США та деяких інших країн. У Збройних силах України умовно можливо дорівняти військовому званню старший сержант.

## Збройні сили США
В армії США це звання займає сьому ступень військової ієрархії (E-7), вище військового звання штаб-сержанта та нижче військових звань першого сержанта та майстер-сержант (1SG та MSG).
у Корпусі морської піхоти — еквівалентне звання комендор-сержант (Gunnery Sergeant GySgt).
У системі військових звань НАТО дорівнює званню NATO Rank Grade OR-7.

## Збройні сили Ізраїлю
В армії оборони Ізраїлю (ЦАХАЛ) військове звання сержанта першого класу (івр. רב — סמל (רס"ל Рав Самал (Расал), є найнижчим рангом серед унтер-офіцерів (івр. נגדים), а вище за військове звання штаб-сержант (івр. סמל ראשון (סמ"ר Самал Рішон (Самар).